# Lecco
Lecco là một đô thị và thị xã của Ý. Đô thị này thuộc tỉnh Lecco trong vùng Lombardia. Lecco có diện tích km2, dân số theo ước tính năm 2010 của Viện thống kê quốc gia Ý là 46.594 người. 
Các đơn vị dân cư: Falghera, Malnago, Versasio, Piani d'Erna, Pradello, Pian dei Resinelli.
Đô thị Lecco giáp với các đô thị: Abbadia Lariana, Ballabio, Brumano (BG), Erve, Galbiate, Garlate, Malgrate, Mandello del Lario, Morterone, Pescate, Valmadrera, Vercurago.
Thành phố có cự ly 50 km (31 dặm) về phía bắc của Milano, Lecco là thủ phủ của tỉnh Lecco. Nó nằm ở cuối của chi lưu phía đông nam của hồ Como. Núi có cao đột tăng lên phía bắc và phía đông, cắt qua Valsassina trong đó Lecco đánh dấu sự kết thúc phía nam.
Hồ thu hẹp lại để tạo thành sông Adda, do đó cây cầu được xây dựng để cải thiện giao thông đường bộ với Como và Milano. Có bốn cây cầu qua sông Adda trong Lecco: cầu Azzone Visconti (1336-1338), cầu Kennedy (1956) và Alessandro Manzoni Bridge (1985) và một cây cầu đường sắt.
Nền kinh tế của nó được sử dụng để được dựa trên ngành công nghiệp (sản xuất sắt thép), nhưng bây giờ nó là chủ yếu là công nghiệp thứ 3.

## Lịch sử
Các phát hiện khảo cổ tìm thấy chứng minh sự hiện diện của khu định cư người Celt trong khu vực trước khi sự xuất hiện của người La Mã. Sau này xây dựng một castrum ở đây và làm cho nó trở thành một trung tâm đường bộ quan trọng. Sau sự sụp đổ của Đế chế La Mã phương Tây, người Lombard chiếm thị trấn trong thế kỷ thứ 6, tiếp theo là người Frank.
Hoàng đế Otto I đã dành một thời gian dài ở Lecco, dập tắt cuộc nổi dậy năm 964 chống lại Thánh chế La Mã dẫn bởi bá tước Lecco Attone. Sau đó thị trấn thuộc sở hữu của tu viện Milano của Thánh Ambrose. Conrad II cũng ở trong Lecco, trong cố gắng để thoát khỏi nhà thờ, nhưng là kết quả của cuộc chiến tranh sau đó thành phố đã bị thôn tín bởi Milan. Sau đó theo lịch sử của lãnh địa của Milano và của Lombardia. Trong những năm đầu thế kỷ 16, nó đã được một thời gian ngắn cai trị bởi Gian condottiere Giacomo Medici.
Trong chiến tranh thế giới thứ II, nó là một trung tâm quan trọng của cuộc chiến tranh đảng phái chống lại sự chiếm đóng của Đức.